# Манастирець
Манастире́ць (мак. Манастирец) — село у Північній Македонії, у складі общини Росоман Вардарського регіону.
Населення — 321 особа (перепис 2002) в 99 господарствах.